# Campylanthus sedoides
Campylanthus sedoides är en grobladsväxtart som beskrevs av A. G. Miller. Campylanthus sedoides ingår i släktet Campylanthus och familjen grobladsväxter. Inga underarter finns listade i Catalogue of Life.